# Georg Scheffers

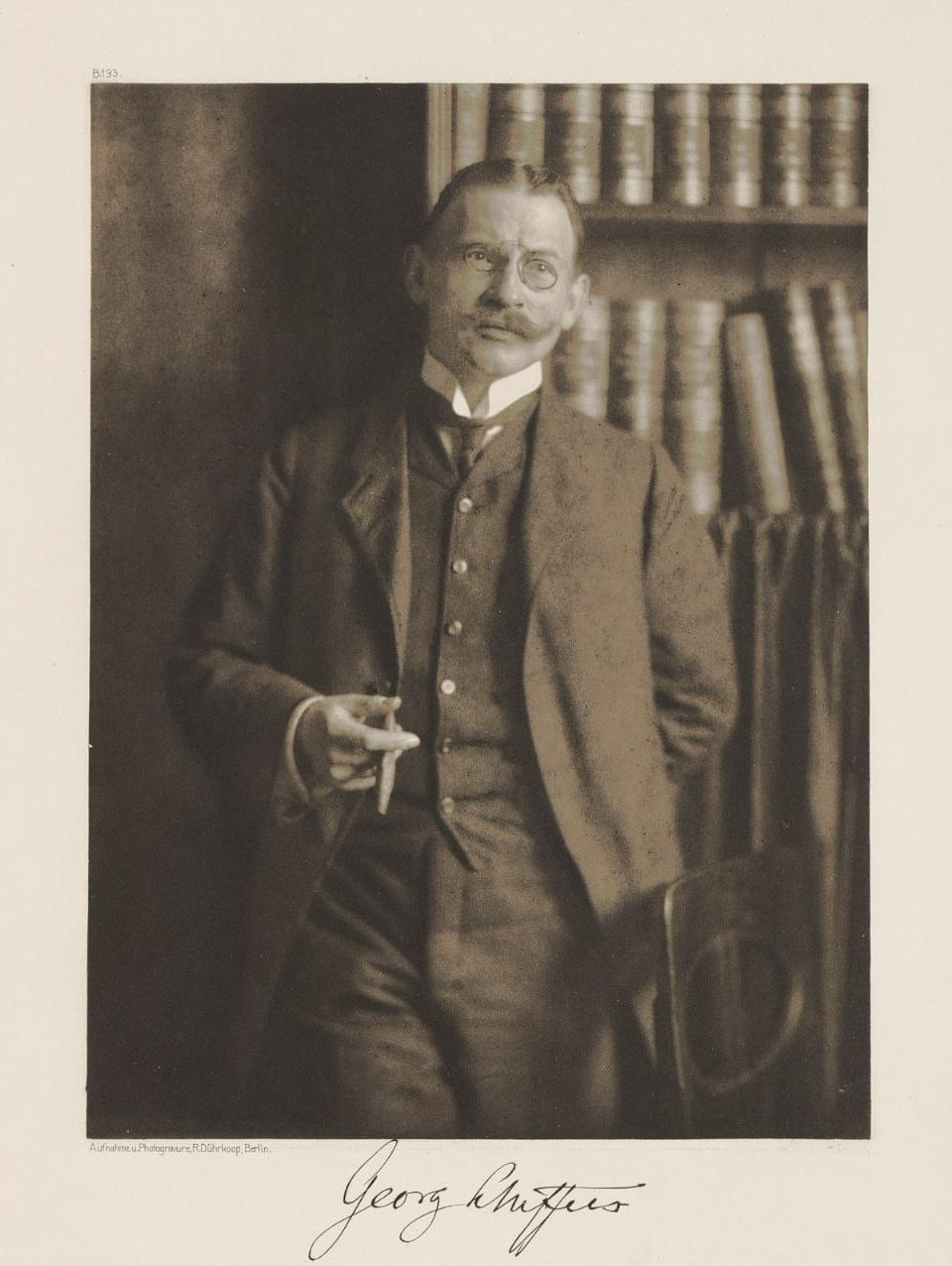
Georg Scheffers, 1907, Foto von Rudolf Dührkoop

Georg Wilhelm Scheffers (* 21. November 1866 in Altendorf bei Holzminden; † 12. August 1945 in Berlin) war ein deutscher Mathematiker, der sich vor allem mit Differentialgeometrie beschäftigte.

## Leben
Scheffers studierte ab 1884 an der Universität Leipzig bei Sophus Lie und Felix Klein. 1890 wurde er dort bei Lie promoviert (Bestimmung einer Classe von Berührungstransformationsgruppen des dreifach ausgedehnten Raumes). Ab 1896 war er Dozent an der Technischen Hochschule zu Darmstadt, wo er 1900 Professor wurde. 1907 bis zu seiner Emeritierung 1935 war er Professor an der Technischen Universität Berlin-Charlottenburg. 1910 wurde er zum Mitglied der Deutschen Akademie der Naturforscher Leopoldina gewählt. Von 1911 bis 1912 war er Rektor der Hochschule.
Scheffers arbeitete angeregt von Lie über die Geometrie der Berührungstransformationen (über die er mit Lie ein Buch schrieb) und Translationsflächen (Das Abelsche und das Liesche Theorem über Translationsflächen, Acta Mathematica 1904). Er gab auch Vorlesungen von Lie (über Lie-Gruppen) heraus.
Scheffers ist Autor einer Reihe von seinerzeit verbreiteten Lehrbüchern (er gab auch das Analysis-Lehrbuch von Joseph Serret in deutscher Übersetzung heraus) und einiger populärwissenschaftlicher Bücher.

## Schriften
- Lehrbuch der Mathematik – Zum Selbstunterricht und für Studierende der Naturwissenschaft und Technik. Eine Einführung in die Differential- und Integralrechnung und in die analytische Geometrie. 14. Auflage. Berlin, De Gruyter 1958
- Wie findet und zeichnet man Gradnetze von Land- und Sternkarten? Teubner 1934
- Allerhand aus der zeichnenden Geometrie, Quelle und Meyer 1930
- Anwendung der Differential- und Integralrechnung auf die Geometrie
- Lehrbuch der Darstellenden Geometrie, Springer 1919
- mit Lie: Geometrie der Berührungstransformationen, Band 1, Teubner 1896
- „Besondere transzendenten Kurven“, Enzyklopädie der mathematischen Wissenschaften 1903
- Literatur von und über Georg Scheffers im Katalog der Deutschen Nationalbibliothek